# 原核延伸因子

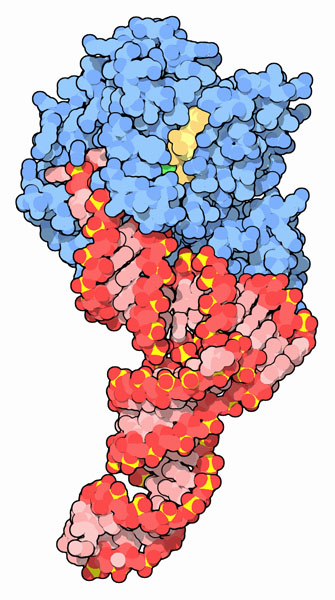
EF-Tu分子比例模型

原核延伸因子（英語：Prokaryotic elongation factors）是原核细胞进行原核翻译的过程中所需的三种延伸因子，分别被命名为：EF-Tu、EF-Ts及EF-G(其中EF-Tu和EF-Ts可复合为EF-T)。原核延伸因子的化学本质都是蛋白质。
- EF-T由EF-Tu和EF-Ts组成，当EF-T与GTP结合后可使EF-Ts与EF-Tu分离。
  - EF-Tu（热不稳定延伸因子，elongation factor thermo unstable）介导氨酰tRNA进入核糖体空出的A位。“进位”过程需消耗EF-Tu水解其复合的GTP产生的能量来完成。
  - EF-Ts（热稳定延伸因子，elongation factor thermo stable）是EF-Tu的鸟嘌呤核苷酸交换因子，能催化与EF-Tu复合的GDP释放并重新形成EF-Tu和EF-Ts的二聚体(EF-T)，
- EF-G（延伸因子G，elongation factor G）具有转位酶活性，由水解GTP供能，使核糖体沿mRNA向下移动一个密码子，催化成肽后A位中的肽酰tRNA进入核糖体P位，使A位再次空出。